# Joyce Heron
Joyce Heron (ur. 28 października 1964) – brytyjska judoczka. Olimpijka z Atlanty 1996, gdzie zajęła dziewiąte miejsce w kategorii 48 kg. Brązowa medalistka mistrzostw świata w 1993 i siódma w 1997. Trzecia na mistrzostwach Europy w 1995.
- Turniej w Atlancie 1996

Wygrała z Carolyne Lepage z Kanady i przegrała z Małgorzatą Roszkowską i Yolandą Soler z Hiszpanii.